# Бляйбтрой, Хедвиг
Хедвиг Бляйбтрой, в замужестве Паульсен (нем. Hedwig Bleibtreu (Paulsen); 23 декабря 1868[…], Линц, Цислейтания — 24 января 1958[…], Pötzleinsdorf или Вена) — австрийская актриса театра и кино.

## Жизнь и творчество
Хедвиг Бляйбтрой родилась в семье офицера, актёра и художника Сигизмунда Бляйбтрой и его супруги Амалии. Ещё в возрасте четырёх лет впервые вышла на сцену Венского театра в спектакле «Расточитель». Музыкальное образование получила в консерватории венского Общества друзей музыки (нем. Gesellschaft der Musikfreunde). В 1886 году состоялся её дебют на сцене театра в Аугсбурге. Затем последовали выступления в Берлине, Брно, Касселе и Мюнхене. В 1891 году Бляйбтрой впервые играет на сцене Карл-театра в Вене, и с 1893 года входит в состав труппы венского Бург-театра. Исполняла трагические роли в стиле Шарлотты Вольтер. 
В кино первоначально снималась в немых фильмах. Затем, с появлением звукового кино, появляется на экранах значительно чаще. Среди наиболее известных ролей Хедвиг Бляйбтрой в кино следует назвать её участие в фильмах 13 стульев с  Хейнцем Рюманом по роману И. Ильфа и Е. Петрова, кинофильм Концерт по желанию (1940) и фильм Третий человек (1949) с Орсоном Уэлсом по сценарию Грэма Грина. В конце Второй мировой войны и закрытием театра в сентябре 1944 года Хедвиг Бляйбтрой была внесена А. Гитлером в список наиболее ценных деятелей культуры Германии (Gottbegnadeten-Liste).
Именем Хедвиг Бляйбтрой названы улицы в Вене и Линце. 

## Фильмография (избранное)
- 1919: Повелительница мира (нем. Die Herrin der Welt)
- 1923: Венецианская куртизанка (нем. Die Kurtisane von Venedig)
- 1930: Конец песни (нем. Das Lied ist aus)
- 1932: Принц Аркадии (нем. Der Prinz von Arkadien)
- 1935: Пигмалион (нем. Pygmalion)
- 1935: Это шепчет любовь (нем. Es flüstert die Liebe)
- 1936: Девушка Ирен (нем. Das Mädchen Irene)
- 1937: Очень большие глупости (нем. Die ganz großen Torheiten)
- 1938: Жизнь бывает так прекрасна (нем. Das Leben kann so schön sein)
- 1938: 13 стульев (нем. Dreizehn Stühle)
- 1938: Игрок (нем. Der Spieler)
- 1939: Отель Захер (нем. Hotel Sacher)
- 1939: Мария Илона (нем. Maria Ilona)
- 1940: Неверный Экхарт (нем. Der ungetreue Eckehart)
- 1940: Моя дочь живёт в Вене (нем. Meine Tochter lebt in Wien)
- 1940: Концерт по желанию (нем. Wunschkonzert)
- 1941: Трижды свадьба (нем. Dreimal Hochzeit)
- 1942: Венская кровь (нем. Wiener Blut)
- 1942: Летняя любовь (нем. Sommerliebe)
- 1942: Женщины не ангелы (нем. Frauen sind keine Engel)
- 1944/1949: Венские девушки (нем. Wiener Mädeln)
- 1947: Венские мелодии (нем. Wiener Melodien)
- 1948: Всё это ложь (нем. Alles Lüge)
- 1948: Третий человек (нем. The Third Man)
- 1950: Ночь большого города (нем. Großstadtnacht)
- 1951: Пойманная душа (нем. Gefangene Seele)
- 1952: За монастырскими стенами (нем. Hinter Klostermauern)

## Награды
- 1934: Присвоено звание профессора
- 1943: Почётное кольцо города Вена
- 1943: Медаль Гёте за искусство и науку
- 1954: Большой почётный знак республики Австрия за заслуги
- 1954: Почётный член Академии музыки и изобразительных искусств , Вена.